# 本末倒置 (偵探小說)
《本末倒置》（英語：Towards Zero）是阿嘉莎·克莉絲蒂所寫的推理小說，1944年出版。主角為巴鬥主任。

## 情節簡介
年老的寡婦崔瑟連夫人邀請一批親友到她的住處海鷗角做客，這些客人包括網球運動員奈維·史金屈及其新婚妻子凱兒，奈維的前妻奧德麗，湯瑪斯·羅伊德，和禇維士先生等人。禇維士先生在晚宴上講述了一個老案件的故事，次日早上他就被發現死在旅館內，死因為心臟衰竭。同時，凱兒與奧德麗之間的衝突也逐漸加劇，奈維被夾在兩人中間。
一天，崔瑟連夫人在自己房間內被殺害，凶器為高爾夫球桿，因為奈維與崔瑟連夫人在案發前有過爭吵，因此他很快被警方認定為兇手。不過後來新發現的一系列證據似乎都指向了奧德麗。巴鬥主任由於在附近度假，因此也參與偵辦此案，他依據自己女兒在學校的經歷而懷疑奧德麗並非真兇。隨著安格斯·麥沃特帶來新的關鍵證物以及巴鬥主任的測試，巴鬥主任揭露了殺害崔瑟連夫人的真兇就是奈維，並且禇維士先生也是奈維間接害死的。

## 人物
- 巴鬥主任
- 奈維·史金屈，網球運動員
- 凱兒·史金屈，奈維的妻子
- 奧德麗·史金屈，奈維的前妻
- 卡蜜拉·崔瑟連夫人，年過七十、不良於行的寡婦，居住於海鷗角
- 瑪麗·歐爾丁
- 湯瑪斯·羅伊德
- 泰德·拉特摩，凱兒的舊情人，仍常與凱兒出入
- 禇維士先生，退休律師，崔瑟連夫人的朋友
- 安格斯·麥沃特

## 評論
《阿嘉莎·克莉絲蒂通訊》編輯約翰·柯倫認為本作非常出色，「就像一連串藏著一個又一個情節的俄羅斯娃娃」:340。

## 改編作品
1956年9月，改編自本作的舞台劇在倫敦上映，由克莉絲蒂和傑拉德·維納共同改編:347。
2007年，被改編為同名法國電影《本末倒置》。
2007年，被改編為電視劇《瑪波小姐探案》第三季的其中一集。